# Michael Deffert
Michael Deffert (Amburgo, 1° gennaio 1968 – Berlino, 13 giugno 2021) è stato un attore e doppiatore tedesco.

## Biografia
Deffert si formò con Juril Anikeew ad Amburgo e a Mosca e frequentò la scuola di cinema a Los Angeles. Iniziò la sua carriera di attore nel 1982 ai Kammerspiele di Amburgo. 

## Filmografia

### Televisione
- Tatort - serie TV (1990,1995)
- 14º Distretto (Großstadtrevier) - serie TV (1991)
- Zwei Münchner in Hamburg - serie TV (1991)
- Wolff, un poliziotto a Berlino (Wolffs Revier) - serie TV (1993)
- Die Männer vom K3 - serie TV (1994)
- Un dottore tra le nuvole (Der Bergdoktor) - serie TV (1995)
- SK-Babies - serie TV (47 episodi)(1995-1996)
- HeliCops (HeliCops – Einsatz über Berlin) - serie TV (2001)
- Squadra Speciale Cobra 11 (Alarm für Cobra 11 – Die Autobahnpolizei) - serie TV (3 episodi)(2002-2012)

## Doppiaggio

### Film
- Johnny Depp in Cry Baby, Il valzer del pesce freccia
- Robin Shou in Mortal Kombat, Mortal Kombat - Distruzione totale
- Brad Pitt in Thelma & Louise
- Dana Ashbrook in Fuoco cammina con me
- Simon Pegg in L'alba dei morti dementi
- Giovanni Ribisi in Avatar
- Chad Donella in Saw 3D - Il capitolo finale
- John Gatins in Real Steel
- Shea Whigham in American Hustle - L'apparenza inganna, Death Note - Il quaderno della morte
- Kevin Rankin in Sotto assedio - White House Down
- Francis Capra in Veronica Mars - Il film
- Justin Hartley in Bad Moms 2 - Mamme molto più cattive
- Christopher Berry in 12 anni schiavo
- Alec Newman in L'uomo di neve

### Televisione
- Dana Ashbrook in I segreti di Twin Peaks, Twin Peaks
- Jaleel White in Willy, il principe di Bel-Air
- Kevin Corrigan in I Finnerty
- Bradley Stryker in The O.C.
- Walton Goggins in The Shield, Sons of Anarchy, CSI - Scena del crimine
- Francis Capra in Veronica Mars
- Shemar Moore in Criminal Minds, S.W.A.T.
- John Simm in Doctor Who
- Rodrigo Santoro in Lost
- Silas Weir Mitchell in My Name Is Earl, Prison Break
- Dylan Bruno in Numb3rs
- Justin Hartley in Smallville
- Logan Marshall-Green in Dark Blue
- Chad Coleman in The Walking Dead
- Ebon Moss-Bachrach in Person of Interest
- Antony Starr in Banshee - La città del male
- Rick Cosnett in The Vampire Diaries, The Flash
- Scott Grimes in The Orville
- Richard Coyle in Le terrificanti avventure di Sabrina

### Animazione
- Aladdin in Aladdin, Il ritorno di Jafar, Aladdin e il re dei ladri
- Kyle Rondart in Tsubasa RESERVoir CHRoNiCLE
- Skipper in I pinguini di Madagascar